# Cantidad de movimiento

Ejemplo de colisión elástica (m_{1} = 4 kg, u_{1} = 5 m/s, m_{2} = 4 kg, u_{2} = 0 m/s) de dos cuerpos de la misma masa: todo el momento lineal es transferido del primero al segundo.

Ejemplo de colisión elástica (m_{1} = 1000 kg, u_{1} = 5 m/s, m_{2} = 0,1 kg, u_{2} = 0 m/s) de un objeto muy pesado contra otro muy ligero; existe una pequeña transferencia de momento al más ligero que sale disparado a mayor velocidad, mientras que el primer cuerpo apenas sufre una ligera deceleración v_{1} = 4,999 m/s, v_{2} = 9,999 m/s.

La cantidad de movimiento, momento lineal, ímpetu, momentum o simplemente momento, es una magnitud física derivada de tipo vectorial que describe el movimiento de un cuerpo en cualquier teoría mecánica. En mecánica clásica, la cantidad de movimiento se define como el producto de la masa del cuerpo y su velocidad en un instante determinado. Históricamente, el concepto se remonta a Galileo Galilei. En su obra Discursos y demostraciones matemáticas en torno a dos nuevas ciencias, usa el término italiano impeto, mientras que Isaac Newton en Principia Mathematica usa el término latino motus (movimiento) y vis motrix (fuerza motriz).
La definición concreta de cantidad de movimiento difiere de una formulación mecánica a otra: en mecánica newtoniana se define para una partícula simplemente como el producto de su masa por la velocidad, en la mecánica lagrangiana o hamiltoniana se admiten formas más complicadas en sistemas de coordenadas no cartesianas, en la teoría de la relatividad la definición es más compleja aun cuando se usan sistemas inerciales, y en mecánica cuántica su definición requiere el uso de operadores autoadjuntos definidos sobre un espacio vectorial de dimensión infinita.
En mecánica newtoniana, la forma más usual de introducir la cantidad de movimiento es como el producto de la masa (kg) de un cuerpo material por su velocidad (m/s), para luego analizar su relación con las leyes de Newton. No obstante, tras el desarrollo de la física moderna, esta manera de operar no resultó ser la más conveniente para abordar esta magnitud derivada. Una diferencia importante es que en esta definición newtoniana solo se tiene en cuenta el concepto inherente a la magnitud, que resulta ser una propiedad de cualquier ente físico con o sin masa, necesaria para describir las interacciones. Los modelos actuales consideran que no solo los cuerpos másicos poseen cantidad de movimiento, también resulta ser un atributo de los campos y los fotones.
La cantidad de movimiento obedece a una ley de conservación, lo cual significa que la cantidad de movimiento total de todo sistema cerrado (o sea uno que no es afectado por fuerzas exteriores, y cuyas fuerzas internas no son disipadoras) no puede ser cambiada y permanece constante en el tiempo. 
En el enfoque geométrico de la mecánica relativista la definición es algo diferente. Además, el concepto de momento lineal puede definirse para entidades físicas como los fotones o los campos electromagnéticos, que carecen de masa en reposo.

## Cantidad de movimiento en mecánica newtoniana
Históricamente, el concepto de cantidad de movimiento surgió en el contexto de la mecánica newtoniana en estrecha relación con el concepto de velocidad y el de masa. En mecánica newtoniana se define la cantidad de movimiento lineal como el producto de la masa por su velocidad:

{\displaystyle \mathbf {p} =m\cdot \mathbf {v} }

La idea intuitiva tras esta definición está en que la "cantidad de movimiento" dependía tanto de la masa como de la velocidad: si se imagina una mosca y un camión, ambos moviéndose a 40 km/h, la experiencia cotidiana dice que la mosca es fácil de detener con la mano mientras que el camión no, aunque los dos vayan a la misma velocidad. Esta intuición llevó a definir una magnitud que fuera proporcional tanto a la masa del objeto móvil como a su velocidad.
De hecho, la segunda ley de newton que se enseña habitualmente (fuerza igual a masa multiplicada por aceleración) es un resultado de la formulación del momento lineal en el caso particular que la masa sea constante, pues en realidad:
{\displaystyle \mathbf {F} ={\frac {d\mathbf {p} }{dt}}}

### Conservación
En un sistema mecánico de partículas aislado (cerrado) en el cual las fuerzas externas son cero, se conserva el momento lineal total del sistema. Esto implica, por ejemplo, que para un conjunto de N partículas con masa {\displaystyle m_{i}} y velocidad {\displaystyle {\dot {\mathbf {r} }}_{i}}se cumplirá en todo instante que:
{\displaystyle \sum _{i=1}^{N}m_{i}{\dot {\mathbf {r} }}_{i}={\text{constante}}}

#### Demostración matemática
Por la tercera ley de Newton, en un sistema mecánico de partículas aislado,  en cualquier interacción hay un par de fuerzas de acción y reacción situadas en la misma dirección con igual magnitud y sentidos opuestos. Entonces:
{\displaystyle \sum _{i=1}^{N}\displaystyle {\mathsf {F}}_{i}=0}
Como la fuerza es el producto de la masa de la partícula por su aceleración:
multiplicar masa por aceleración=
{\displaystyle \sum _{i=1}^{N}\displaystyle m_{i}a_{i}=0}
El tiempo es el mismo para todas las partículas, y la aceleración de cada partícula depende de su velocidad (su diferencia) y del tiempo, por ende se puede extraer factor común el tiempo como denominador y luego multiplicar por éste en ambos miembros de la ecuación, eliminando así el tiempo como variable:
{\displaystyle \sum _{i=1}^{N}m_{i}\Delta v_{i}={\text{0}}}
Reemplazando la diferencia de velocidad por velocidad final sustraída por velocidad inicial: 
{\displaystyle \sum _{i=1}^{N}m_{i}v_{1i}-\sum _{i=1}^{N}m_{i}v_{0i}={\text{0}}}
{\displaystyle \sum _{i=1}^{N}m_{i}v_{1i}=\sum _{i=1}^{N}m_{i}v_{0i}}
En conclusión:
{\displaystyle \sum _{i=1}^{N}P_{1i}=\sum _{i=1}^{N}P_{0i}}

## Cantidad de movimiento en mecánica lagrangiana y hamiltoniana
En las formulaciones más abstractas de la mecánica clásica, como la mecánica lagrangiana y la mecánica hamiltoniana, además del momento lineal y del momento angular se pueden definir otros momentos, llamados momentos generalizados o momentos conjugados, asociados a cualquier tipo de coordenada generalizada. Se generaliza así la noción de momento.
Si se tiene un sistema mecánico definido por su lagrangiano L definido en términos de las coordenadas generalizadas (q1,q2, …,qN) y las velocidades generalizadas, entonces el momento conjugado de la coordenada qi viene dado por:

{\displaystyle p_{i}={\frac {\partial L}{\partial {\dot {q}}_{i}}}.}

Cuando la coordenada qi es una de las coordenadas de un sistema de coordenadas cartesianas, el momento conjugado coincide con una de las componentes del momento lineal, y, cuando la coordenada generalizada representa una coordenada angular o la medida de un ángulo, el momento conjugado correspondiente resulta ser una de las componentes del momento angular.

### Conservación
En mecánica lagrangiana «si el lagrangiano no depende explícitamente de alguna de las coordenadas generalizadas entonces existe un momento generalizado que se mantiene constante a lo largo del tiempo», resultando por tanto esa cantidad una integral del movimiento, es decir, existe una ley de conservación para dicha magnitud. Pongamos por caso que un sistema mecánico tiene un lagrangiano con n grados de libertad y su lagrangiano no depende de una de ellas. Por ejemplo, la primera de ellas, es decir:
{\displaystyle L:U\subset \mathbb {R} ^{2n}\to \mathbb {R} ,\qquad (\mathbf {q} ,{\dot {\mathbf {q} }})\mapsto L(\mathbf {q} ,{\dot {\mathbf {q} }})=\sum _{i,j}{\dot {q}}_{i}{\frac {g_{ij}(q_{2},...,q_{n})}{2}}{\dot {q}}_{j}\ -\ V(q_{2},...,q_{n})}
En ese caso, en virtud de las ecuaciones de Euler-Lagrange existe una magnitud conservada {\displaystyle p_{1}\,} que viene dada por:
{\displaystyle 0={\frac {d}{dt}}\left({\frac {\partial L}{\partial {\dot {q}}_{1}}}\right)-{\frac {\partial L}{\partial q_{1}}}={\frac {d}{dt}}\left(\sum _{j}g_{ij}{\dot {q}}_{j}\right)\ -\ 0\Rightarrow p_{1}={\frac {\partial L}{\partial {\dot {q}}_{1}}}=\sum _{j}g_{ij}{\dot {q}}_{j}={\mbox{constante}}}
Si el conjunto de coordenadas generalizadas usado es cartesiano entonces el tensor métrico es la delta de Kronecker {\displaystyle g_{ij}(q_{2},...,q_{n})=\delta _{ij}} y la cantidad {\displaystyle p_{1}\,} coincide con el momento lineal en la dirección dada por la primera coordenada.
En mecánica hamiltoniana existe una forma muy sencilla para determinar si una función que depende de las coordenadas y momentos generalizados da lugar o no a una ley de conservación en términos del paréntesis de Poisson. Para determinar esa expresión calculemos la derivada a lo largo de la trayectoria de una magnitud:
{\displaystyle {\frac {df(\mathbf {p} ,\mathbf {q} )}{dt}}=\sum _{i}\left({\frac {\partial f}{\partial q_{i}}}{\dot {q}}_{i}+{\frac {\partial f}{\partial p_{i}}}{\dot {p}}_{i}\right)=\sum _{i}\left({\frac {\partial f}{\partial q_{i}}}{\frac {\partial H}{\partial p_{i}}}-{\frac {\partial f}{\partial p_{i}}}{\frac {\partial H}{\partial q_{i}}}\right)=\{f,H\}_{pq}}
A partir de esa expresión podemos ver que para «un momento generalizado se conservará constante en el tiempo, si y solo si, el hamiltoniano no depende explícitamente de la coordenada generalizada conjugada» como se puede 
{\displaystyle 0={\frac {dp_{j}}{dt}}=\{p_{j},H\}_{pq}=\sum _{i}\left(0\cdot {\frac {\partial H}{\partial p_{i}}}+\delta _{ij}{\frac {\partial H}{\partial q_{i}}}\right)={\frac {\partial H}{\partial q_{j}}}}

## Cantidad de movimiento de un medio continuo
Si estamos interesados en averiguar la cantidad de movimiento de, por ejemplo, un fluido que se mueve según un campo de velocidades es necesario sumar la cantidad de movimiento de cada partícula del fluido, es decir, de cada diferencial de masa o elemento infinitesimal:

{\displaystyle \mathbf {p} =\int \mathbf {v} \ dm=\int _{V}\mathbf {v} \ \rho dV.}

Si se introduce el tensor de tensiones que caracteriza las fuerzas internas en el interior de un medio continuo la ecuación de balance de la cantidad de movimiento en términos de las fuerzas exteriores se puede expresar como:

{\displaystyle {\boldsymbol {\nabla \cdot \sigma }}+\rho \mathbf {f} =\rho {\frac {d\mathbf {v} }{dt}}}

donde:
{\displaystyle {\boldsymbol {\sigma }}} es el tensor de tensiones de Cauchy.
{\displaystyle \rho \,} es la densidad de materia.
{\displaystyle \mathbf {f} } la densidad de fuerza sobre el cuerpo.
{\displaystyle \mathbf {v} } la velocidad en cada punto del medio continuo.

## Cantidad de movimiento en mecánica relativista
La constancia de la velocidad de la luz en todos los sistemas inerciales tiene como consecuencia que la fuerza aplicada y la aceleración adquirida por un cuerpo material no sean colineales en general, por lo cual la ley de Newton expresada como F=ma no es la más adecuada. La ley fundamental de la mecánica relativista aceptada es F=dp/dt.
El principio de relatividad establece que las leyes de la física conserven su forma en los sistemas inerciales (los fenómenos siguen las mismas leyes). Aplicando este principio en la ley F=dp/dt se obtiene el concepto de masa relativista, variable con la velocidad del cuerpo, si se mantiene la definición clásica (newtoniana) de la cantidad de movimiento. 
En el enfoque geométrico de la mecánica relativista, puesto que el intervalo de tiempo efectivo percibido por una partícula que se mueve con respecto a un observador difiere del tiempo medido por el observador. Eso hace que la derivada temporal del momento lineal respecto a la coordenada temporal del observador inercial y la fuerza medida por él no coincidan. Para que la fuerza sea la derivada temporal del momento es necesario emplear la derivada temporal respecto al tiempo propio de la partícula. Eso conduce a redefinir la cantidad de movimiento en términos de la masa y la velocidad medida por el observador con la corrección asociada a la dilatación de tiempo experimentada por la partícula. Así, la expresión relativista de la cantidad de movimiento de una partícula medida por un observador inercial viene dada por:

{\displaystyle \mathbf {p} ={\frac {m\mathbf {v} }{\sqrt {1-{\cfrac {v^{2}}{c^{2}}}}}}=\gamma m\mathbf {v} }

donde {\displaystyle v^{2},c^{2}} son respectivamente el módulo al cuadrado de la velocidad de la partícula y la velocidad de la luz al cuadrado y {\displaystyle \gamma } es el factor de Lorentz.
Además, en mecánica relativista, cuando se consideran diferentes observadores en diversos estados de movimiento surge el problema de relacionar los valores de las medidas realizadas por ambos. Eso solo es posible si en lugar de considerar vectores tridimensionales se consideran cuadrivectores que incluyan coordenadas espaciales y temporales. Así, el momento lineal definido anteriormente junto con la energía constituye el cuadrivector momento-energía o cuadrimomento P:

{\displaystyle \mathbf {P} =(P^{0},P^{1},P^{2},P^{3})=\left({\frac {E}{c}},p_{x},p_{y},p_{z}\right)}

Los cuadrimomentos definidos como en la última expresión medidos por dos observadores inerciales se relacionarán mediante las ecuaciones suministradas por las transformaciones de Lorentz.

### Conservación
En teoría de la relatividad la cantidad de movimiento o cuadrimomento se define como un vector P el producto de la cuadrivelocidad U por la masa (en reposo) de una partícula:

{\displaystyle P^{\alpha }=mU^{\alpha }\ =m{\frac {dx^{\alpha }}{d\tau }}}

En relatividad general esta cantidad se conserva si sobre ella no actúan fuerzas exteriores. En relatividad general la situación es algo más compleja y se puede ver que la cantidad de movimiento se conserva para una partícula si esta se mueve a lo largo de una línea geodésica. Para ver esto basta comprobar que la derivada respecto al tiempo propio se reduce a la ecuación de las geodésicas, y esta derivada se anula si y solo si la partícula se mueve a lo largo de una línea de universo que sea geodésica:

{\displaystyle {\frac {dP^{\alpha }}{d\tau }}=U^{\beta }\nabla _{\beta }P^{\alpha }=U^{\beta }\left[m{\frac {dU^{\alpha }}{dx^{\beta }}}+m\Gamma _{\gamma \beta }^{\alpha }U^{\gamma }\right]=m\left[{\frac {d^{2}x^{\alpha }}{d\tau ^{2}}}+\Gamma _{\gamma \beta }^{\alpha }{\frac {dx^{\gamma }}{d\tau }}{\frac {dx^{\beta }}{d\tau }}\right]}

En general para un cuerpo macroscópico sólido de cierto tamaño en un campo gravitatorio que presenta variaciones importantes de un punto a otro del cuerpo no es posible que cada una de las partículas siga una línea geodésica sin que el cuerpo se fragmente o perdiendo su integridad. Esto sucede por ejemplo en regiones del espacio-tiempo donde existen fuertes variaciones de curvatura. Por ejemplo en la caída dentro de un agujero negro, las fuerzas de marea resultantes de la diferente curvatura del espacio-tiempo de un punto a otro despedazarían un cuerpo sólido cayendo dentro de un agujero negro.

## Cantidad de movimiento en mecánica cuántica
La mecánica cuántica postula que a cada magnitud física observable {\displaystyle m\,} le corresponde un operador lineal autoadjunto {\displaystyle {\hat {m}}}, llamado simplemente "observable", definido sobre un dominio de espacio de Hilbert abstracto. Este espacio de Hilbert representa cada uno de los posibles estados físicos que puede presentar un determinado sistema cuántico.
Aunque existen diversas maneras de construir un operador asociado a la cantidad de movimiento, la forma más frecuente es usar como espacio de Hilbert para una partícula el espacio de Hilbert {\displaystyle L^{2}(\mathbb {R} ^{3})} y usar una representación de los estados cuánticos como funciones de onda. En ese caso, las componentes cartesianas del momento lineal se definen como:

{\displaystyle {\hat {p}}_{x}=-i\hbar {\frac {\partial }{\partial x}}\qquad {\hat {p}}_{y}=-i\hbar {\frac {\partial }{\partial y}}\qquad {\hat {p}}_{z}=-i\hbar {\frac {\partial }{\partial z}}}

Resulta interesante advertir que dichos operadores son autoadjuntos solo sobre el espacio de funciones absolutamente continuas de {\displaystyle L^{2}(\mathbb {R} ^{3})} que constituyen un dominio denso de dicho espacio. Cuidado con esto, pues los autovalores del operador momento, salvo que nos limitemos a {\displaystyle L^{2}(\mathbb {R} ^{3})}, no tienen por qué ser reales. De hecho, en general pueden ser complejos.

### Conservación
Como es sabido en mecánica cuántica una cantidad se conserva si el operador autoadjunto que representa a dicha magnitud u observable conmuta con el hamiltoniano, de modo similar a como en mecánica hamiltoniana una magnitud se conserva si el paréntesis de Poisson con el hamiltoniano se anula. Tomando como espacio de Hilbert del sistema de una partícula dentro de un potencial una representación de tipo {\displaystyle L^{2}(\mathbb {R} ^{3})}. Se tiene que:

{\displaystyle {\frac {d{\hat {p}}_{i}}{dt}}=-{\frac {i}{\hbar }}[{\hat {p}}_{i},{\hat {H}}]=-{\boldsymbol {\nabla }}V(x_{i})}

Por tanto, si el potencial no depende de las coordenadas {\displaystyle x_{i}}, entonces la cantidad de movimiento de la partícula se conserva. Además, la última expresión es formalmente equivalente a la del caso clásico en términos del paréntesis de Poisson. Teniendo en cuenta claro está, que este es el hamiltoniano cuántico, y que las cantidades físicas, no son las mismas que en la mecánica clásica, sino operadores que representan las cantidades clásicas (observables).